# Colobura annulata
Colobura annulata is een vlinder die behoort tot de familie Nymphalidae en de onderfamilie Nymphalinae. Deze soort werd in 2001 benoemd.

## Voorkomen
De soort komt voor in Midden-Amerika en het noorden van Zuid-Amerika. De soort is gevonden tot in het zuiden van Californië en het noorden van Texas als bovengrens. De vlinder is te vinden tot een hoogte van in elk geval 1300 meter boven zeeniveau.

## Omschrijving
De onderkant van de vleugels vormen een zebra-achtig gestreept zwart-wit patroon met een brede witte band langs de top van de voorvleugel. Aan de bovenzijde zijn de vleugels bruin met dezelfde brede witte band. De voorvleugellengte is ongeveer 36 millimeter. De vlinder is zeer gelijkend op de Colobura dirce, het meest kenmerkende verschil als imago is dat de annulata wat groter is. In het rupsstadium is er een duidelijk verschil in het laatste stadium. Bij de rups van C. annulata bevinden zich dan tussen de segmenten gele ringen, die bij C. dirce ontbreken. De soortaanduiding verwijst naar deze ringen (annulatus is Latijn voor "geringd"). Een ander kenmerkend verschil tussen de annulata en dirce is dat de rupsen van de eerste soort minder kieskeurig zijn in hun waardplanten en vooral voorkomen op volwassen Canopiabomen in grote groepen, terwijl de tweede soort in kleinere groepen of solitair gevonden wordt op vooral jonge bomen of zaailingplanten.

## Waardplanten
De waardplanten zijn Cecropia-soorten. De rups is zwart, met op ieder segment een aantal witte of gele uitsteeksels met een kroontje. De rups wordt tot 37 millimeter lang. De pop hangt, en heeft het uiterlijk van een dood takje..